# Carepalxis montifera
Carepalxis montifera är en spindelart som beskrevs av Ludwig Carl Christian Koch 1872. Carepalxis montifera ingår i släktet Carepalxis och familjen hjulspindlar.
Artens utbredningsområde är Queensland. Inga underarter finns listade.